# Pont-Scorff
Pont-Scorff (bret.: Pont-Scorf) ist eine französische Gemeinde mit 4.015 Einwohnern (Stand: 1. Januar 2022) im Département Morbihan in der Region Bretagne. Die Gemeinde gehört zum Arrondissement Lorient und zum Kanton Guidel.

## Geographie
Pont-Scorff liegt im Südwesten des Départements Morbihan am Fluss Scorff. Die Ortschaft befindet sich ungefähr zehn Kilometer nördlich der Stadt Lorient.

## Geschichte
Funde belegen eine Anwesenheit von Menschen bereits in vorchristlicher Zeit. Während der Römischen Herrschaft bestand ein Oppidum. Vom 6. bis zum 13. Jahrhundert war es Teil der ausgedehnten Herrschaft Kemenet Héboé. Danach übernahmen die Templer das Gebiet der heutigen Gemeinde. 1675 beteiligten sich die Bürger am Aufstand gegen die Papiersteuer. Bis zur Zeit der Französischen Revolution gehörte die Gemeinde zur Herrschaft Haut Pont-Scorff. 1899 wurde die Gemeinde ans Eisenbahnnetz angeschlossen und erhielt 1900 einen eigenen Bahnhof. 1948 wurde der Betrieb der Eisenbahn auf dieser Strecke bereits wieder eingestellt.

### Bevölkerungsentwicklung
Bis 1975 blieb die Einwohnerzahl mehr oder minder stabil mit kleineren Abweichungen in einzelnen Volkszählungsjahren. Dies im Gegensatz zu vielen anderen bretonischen Gemeinden. Seit 1975 wächst die Zahl der Bewohner durch die Nähe zu Lorient stark an (1975–2012:+ 94 %). Die Entwicklung:
| Jahr      | 1962 | 1968 | 1975 | 1982 | 1990 | 1999 | 2006 | 2012 | 2019 |
| Einwohner | 1644 | 1704 | 1758 | 2295 | 2312 | 2623 | 3037 | 3407 | 3844 |

## Sehenswürdigkeiten
- 1973 gegründeter Zoo von Pont-Scorff, der seit 2022 Les Terres de Nataé genannt wird.
- Schloss von Saint-Urchaud
- Kapelle Saint-Servais
- Kapelle von Lesbin
- Kirche Le Sacré Cœur
- ein Haus in der Rue Théophile Guyomar aus dem Jahr 1564

## Persönlichkeiten
- Pierre Jules César Guyardet (1767–1813), General
- Henri de Polignac, Prinz von Polignac und früherer Bürgermeister
- Louis L’Hévéder
- Armand Penverne
- Général Fernand Louis Armand Marie de Langle de Cary